# Alice DeeJay
Gli Alice DeeJay sono un gruppo musicale eurodance olandese, che ha riscosso un certo successo tra il 1999 e il 2002. Dopo 20 anni dallo scioglimento, il gruppo da ottobre del 2021 ha  ripreso ad esibirsi in tour per l'Europa

## Storia del gruppo
Il gruppo è composto dai DJ producer Pronti (Eelke Kalberg), Kalmani (Sebastiaan Molijn) e Jurgen (Jürgen Rijkers) con la cantante e leader Judith Anna Pronk. 
In passato, durante i concerti, Judith Pronk veniva affiancata da due ballerine: Mila Levesque e Angelique Versnel. 
Il gruppo realizzò le sue creazioni sotto l'etichetta Positiva Records.
Il gruppo ha iniziato la sua carriera nel luglio 1999 con il singolo Better Off Alone, una canzone definibile come eurotrance. Sia in Italia che all'estero, questo pezzo raggiunse in breve tempo le vette delle classifiche dei singoli più venduti. Il gruppo riscontrò successo anche con il successivo singolo Back in My Life uscito nel novembre dello stesso anno.
Attualmente risulta inciso dal gruppo l'album Who Needs Guitars Anyway?, pubblicato l'11 aprile 2000. Quest'album riuscì ad entrare nelle Top Ten di mezza Europa. Altri singoli di successo tratti dall'album furono Will I Ever, The Lonely One ed infine Celebrate Our Love.
L'ultima apparizione pubblica risale al 9 novembre 2002, per la loro ultima esibizione a Utrecht.
Da ottobre 2021 a seguito del 20° anniversario di scioglimento del gruppo, ha ripreso ad esibirsi in tour per l'Europa in diversi festival celebrativi della musica anni '90.

## Discografia

### Album in studio
- 2000 – Who Needs Guitars Anyway?

### Singoli
- 1999 – Better Off Alone
- 1999 – Back in My Life
- 2000 – Will I Ever
- 2000 – The Lonely One
- 2001 – Celebrate Our Love
- 2001 – Who Needs Guitars Anyway? (esclusivo per il mercato spagnolo)
- 2010 – Hitmix (esclusiva iTunes)